# Erica Schmidt
Erica Schmidt (* 8. Juni 1975 in Los Angeles, Kalifornien) ist eine US-amerikanische Theaterregisseurin, Autorin und Schauspielerin.

## Persönliches
Schmidt ist seit 16. April 2005 mit Peter Dinklage verheiratet, mit dem sie seit 2002 liiert ist. Das Paar hat zwei Kinder. Das erste Kind, eine Tochter, wurde im Dezember 2011 geboren. Ihr zweites Kind wurde 2017 geboren. Das Paar lebt zurückgezogen in New York City.
Schmidt graduierte 1997 am Vassar College in Poughkeepsie, New York.

## Karriere

### Als Schauspielerin
- Brandon Teena (Siehe die Person Brandon Teena)

### Theaterregie
- 2002 Debbie Does Dallas
- 2002 Spanish Girl
- 2003 Slag heap
- 2003 As you like it
- 2011–2013 Humor Abuse